# Ливингстон (Луизиана)
Ли́вингстон (англ. Livingston) — город в штате Луизиана (США), административный центр прихода Ливингстон, место расположения гравитационно-волновой обсерватории (LIGO), финансируемой американским Национальным научным фондом.

## География
Общая площадь — 8,1 км².

## Демография
Население — 1342 человек (2010).

## Известные люди
- Дейл М. Эрди — нынешний сенатор штата от округа Ливингстон и бывший мэр Ливингстона. Его отец тоже был мэром Ливингстона.
- Хейлетт Фонтено — бывший представитель штата и сенатор от округа Ливингстон
- Габриэла Гонсалес — пресс-секретарь научного сотрудничества ЛИГО[2]
- Лейн Харди — участница конкурса American Idol 2018; победитель «American Idol» 2019 года